# Akio Miyazawa
Pour les articles homonymes, voir Miyazawa.
Akio Miyazawa (宮沢 章夫, Miyazawa Akio), né le 9 décembre 1956 à Kakegawa, dans la préfecture de Shizuoka et mort le 12 septembre 2022, est un dramaturge et écrivain japonais.

## Biographie
Akio est étudiant à l'université des beaux-arts Tama, qu'il quitte prématurément pour fonder le groupe Radical Gajiberibinba System (ラジカル・ガジベリビンバ・システム) avec Seikō Itō et Naoto Takenaka Ses pièces de théâtre sont d'abord conçues avec un fondement absurde.
En 1990 il fonde la compagnie théâtrale U-enchi Saisei Jigyōdan (遊園地再生事業団). Son histoire Search Engine System Crash est en lice pour les prix littéraires Akutagawa- et Mishima. En 1993, il est lauréat du prix Kunio Kishida pour Hinemi. En 2005, il est conférencier invité de l'université Waseda.

## Pièces (sélection)
- Hinemi (ヒネミ), pièce en un acte, première représentation : 1992
- Nyūtaun iriguchi (ニュータウン入口, Entrance to New Town), pièce en un acte, première représentation : 2007

## Source de la traduction
- (de) Cet article est partiellement ou en totalité issu de l’article de Wikipédia en allemand intitulé « Akio Miyazawa » (voir la liste des auteurs).